# Білобрюхов Роман Валерійович
Рома́н Вале́рійович Білобрю́хов — підполковник Збройних сил України, учасник російсько-української війни.

## Нагороди
- Орден Богдана Хмельницького I ступеня (14 червня 2025) — за особисту мужність, виявлену у захисті державного суверенітету та територіальної цілісності України, самовіддане виконання військового обов'язку[1].
- Орден Богдана Хмельницького II ступеня (30 вересня 2024) — за особисту мужність, виявлену у захисті державного суверенітету та територіальної цілісності України, самовіддане виконання військового обов'язку[2].
- Орден Богдана Хмельницького III ступеня (20 грудня 2023) — за особисту мужність, виявлену у захисті державного суверенітету та територіальної цілісності України, самовіддане виконання військового обов'язку[3].
- Орден Данила Галицького (19 липня 2014) — за особисту мужність і героїзм, виявлені у захисті державного суверенітету та територіальної цілісності України, вірність військовій присязі під час російсько-української війни[4].